# The Dancing Girl (film, 1915)
Pour plus de détails, voir Fiche technique et Distribution.
The Dancing Girl est un film muet américain réalisé par Allan Dwan et sorti en 1915.

## Fiche technique
- Titre : The Dancing Girl
- Réalisation : Allan Dwan
- Scénario : Henry Arthur Jones, d'après sa pièce
- Chef opérateur : H. Lyman Broening
- Genre : Film dramatique
- Production : Famous Players Film Company
- Distribution : Paramount Pictures
- Date de sortie :
  - États-Unis : 11 janvier 1915

## Distribution
- Florence Reed : Drusilla Ives
- Fuller Mellish : David Ives
- Lorraine Huling : Faith Ives
- Malcolm Williams : le quaker
- William Russell : John Christison
- Eugene Ormonde : Duc de Guiseberry
- William Lloyd : Mr. Crake
- Minna Gale : Lady Bawtry